# Sjeikh ul-Islam

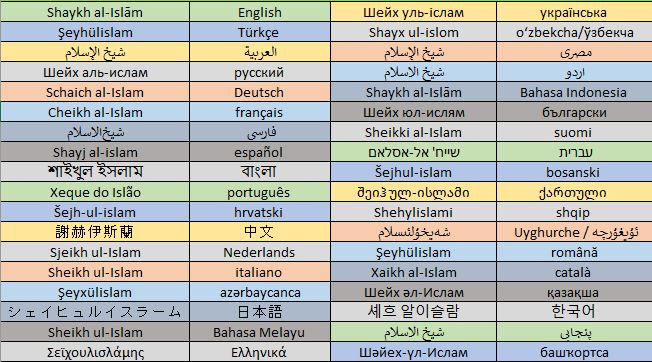
Sjeikh ul-Islam

Sjeikh ul-Islam (Arabisch: شيخ الإسلام , ook wel Şeyhülislam, Sheikhül Islam, Scheichülislam, Shaikh al-Islam), is een eretitel die gegeven werd aan islamitische theologen en rechtsgeleerden. In het Ottomaanse rijk was het de officiële titel van een hoogwaardigheidsbekleder die zich op staatsniveau met religieuze zaken bezighield.

## Vroege islam
Een aantal denkers uit de Gouden eeuw van de islam heeft deze titel toegekend gekregen. Onder hen vinden we Ahmad ibn Tajmijja, Ahmad ibn Hanbal, Abu Abdullah Muhammad bin Idris al-Sjafi, bekend van de naar hen vernoemde rechtsscholen. Bij hen was de term een informele titel die door bewonderaars en leerlingen gebruikt werd.

## Ottomaanse rijk
De Şeyhülislam had een rol die wel vergeleken kan worden met die van groot-moefti. Deze persoon was een hoge regerings functionaris die verantwoordelijk was voor religieuze aangelegenheden, waaronder het islamitische onderwijs en de rechtspraak. De eerstbenoemde Sjeikh ul-Islam was Mullah Fenârî die in 1424 beroepen werd, de laatste was in 1922 Medenî Nuri Efendi, hetgeen aangeeft dat de functie bijna 500 jaar bestaan heeft. De Jonge Turken beperkten de rol al aanzienlijk, in 1924 werd de functie in het Ministerie voor Sharia en Stichtingen (Şeriye ve Evkaf Vekaleti) ondergebracht. Als gevolg van de door Atatürk ingevoerde scheiding van kerk en staat werd dit ministerie in 1924 in zijn geheel afgeschaft. De functies werden overgenomen door het Presidium voor Religieuze Aangelegenheden, de Diyanet, die nu de functie van Sjeikh ul-Islam in een laïcistische staat vervult.

## Selectie van titeldragers
- Malik ibn Anas, een van de grondleggers van de term.
- Ahmad ibn Hanbal, grondlegger van de Hanbalietenschool en de fiqh.
- Ahmad ibn Tajmijja, geestelijke en filosoof.
- Abdullah Quilliam, richtte de eerste Engelse moskee op.